# Swatting

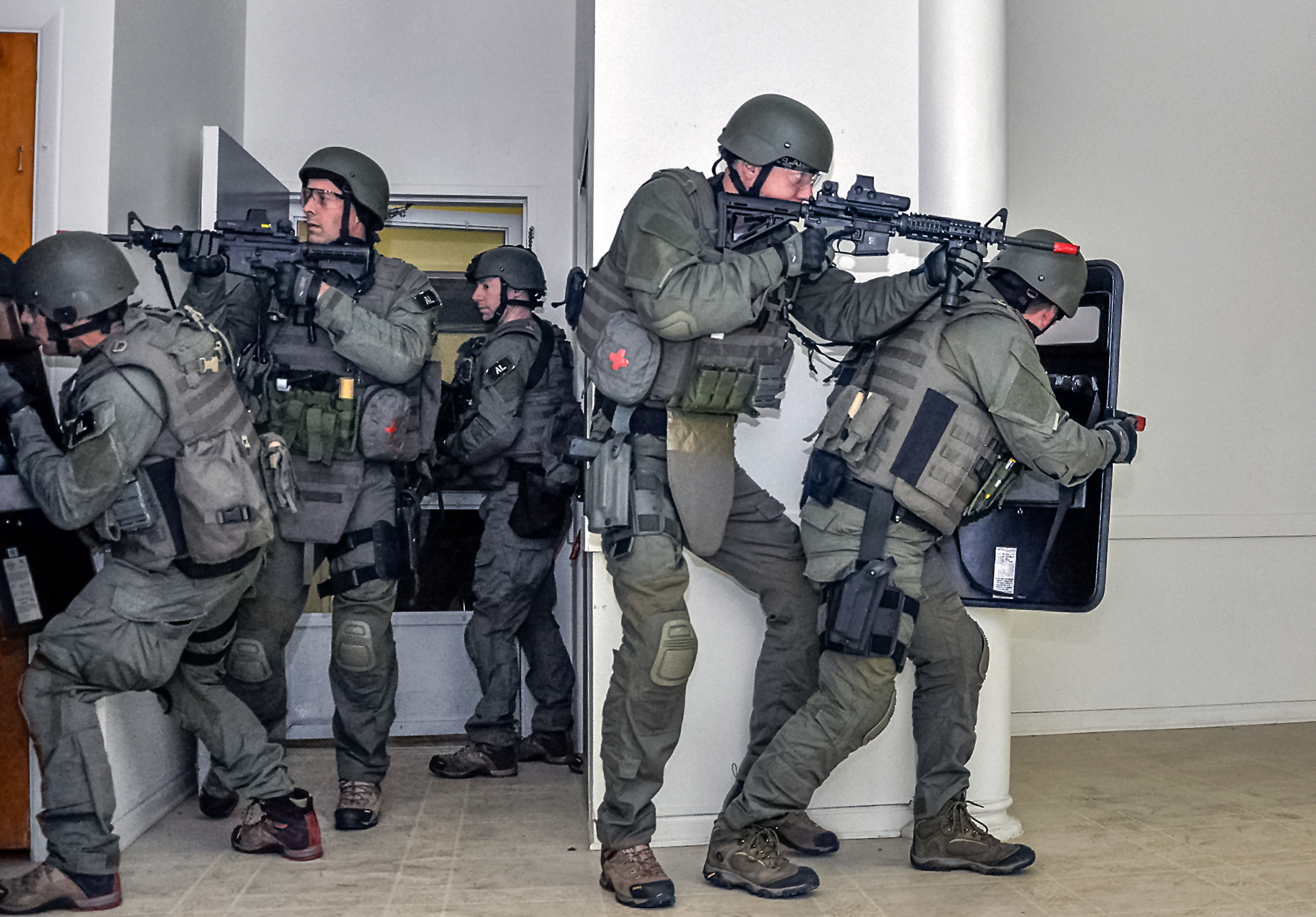
Zespół SWAT podczas szkolenia

Swatting – nielegalna praktyka polegająca na fałszywym zawiadomieniu służb ratunkowych (np. poprzez zgłoszenie telefoniczne dyspozytorowi centrum powiadamiania ratunkowego) w celu sprowokowania nieuzasadnionej interwencji policji lub innych służb. Akt swattingu dokonuje się poprzez zgłoszenie poważnego zdarzenia o charakterze przestępczym, takiego jak podejrzenie podłożenia bomby, przemoc domowa, zabójstwo czy wzięcie zakładnika, które w rzeczywistości nie zaistniało lub poprzez fałszywe zgłoszenie nagłego zdarzenia związanego ze zdrowiem psychicznym, takiego jak próba samobójcza lub groźba dokonania przestępstwa przez osobę z problemami psychicznymi.
Termin swatting pochodzi od nazwy specjalnej jednostki amerykańskiej policji SWAT (Special Weapons and Tactics). Nie jest on powiązany z czasownikiem to swat („uderzać”). Zespoły SWAT są wyposażone w sprzęt taktyczny i broń, które różnią się od zwykłych oddziałów patrolowych i są wzywane do sytuacji uznawanych za związane z wysokim ryzykiem. Wywołanie nieuzasadnionej interwencji może skutkować niepotrzebną ewakuacją budynków szkół lub firm. Środowiska prawnicze wezwały do uznania swattingu za formę terroryzmu ze względu na jego stosowanie w celu zastraszania osób i stwarzanie ryzyka odniesienia obrażeń lub śmierci.
Składanie fałszywych zawiadomień służbom ratunkowym jest przestępstwem, w większości państw karanym grzywną lub pozbawieniem wolności. W marcu 2019 roku mężczyzna z Kalifornii został skazany na 20 lat więzienia za akt swattingu z 2017 roku, który zakończył się śmiercią osoby, na którą złożono fałszywe zawiadomienie. Swatting wiąże się z dużym ryzykiem odniesienia ran lub śmierci i powoduje marnotrawienie środków publicznych, w przypadku USA szacowanych na ok. 10 000 USD za jeden incydent, a także stwarza ryzyko poniesienia odpowiedzialności prawnej przez uczestników interwencji za nieuzasadnione użycie siły lub środków przymusu bezpośredniego. W Kalifornii odpowiedzialni za swatting ponoszą „pełny koszt” spowodowanej przez nich akcji, co może skutkować grzywnami w wysokości do 10 000 USD, jeśli w wyniku nieuzasadnionej interwencji służb ktoś odniesienie poważne obrażenia ciała lub śmierć.